# Steven Maekawa
Steven John Maekawa OP (ur. 22 listopada 1967 w Bellevue) – amerykański duchowny katolicki, dominikanin, biskup Fairbanks od 2023.

## Życiorys
25 czerwca 1999 otrzymał święcenia kapłańskie w zakonie dominikanów. Po kilkuletnim stażu wikariuszowskim został dyrektorem Univeristy of Washington Newman Center. Pracował następnie jako przeor klasztoru w San Francisco oraz jako prowincjalny duszpasterz powołań. W 2016 został proboszczem zakonnej parafii w Anchorage.
11 lipca 2023 papież Franciszek mianował go biskupem diecezji Fairbanks. Sakry udzielił mu 12 października 2023 metropolita Anchorage-Juneau – arcybiskup Andrew Bellisario.